# H.P. Baxxter
H.P. Baxxter, właśc. Hans Peter Geerdes (ur. 16 marca 1964 w Leer) – niemiecki piosenkarz, wokalista, kompozytor, gitarzysta i lider grupy techno Scooter; wcześniej wokalista zespołu Celebrate the Nun (1985–1993).

## Życiorys
Urodził się w Leer. Aż do 17 roku życia Baxxter uważał Ritchiego Blackmore’a, gitarzystę Deep Purple, za wzór do naśladowania. Następnie zaczął podziwiać Dave’a Gahana z Depeche Mode. W 1985 ukończył Teletta-Groß-Gymnasium Leer. Przez jeden semestr studiował nauki prawne w Hanowerze. Ostatecznie otrzymał stypendium w Birmingham w Anglii, gdzie ukończył szkołę prowadzącą kształcenie w zawodzie mechanika. Następnie pracował w wydawnictwie muzycznym.
W 1987 wspólnie z Rickiem J. Jordanem i jego siostrą Britt Maxime założył Celebrate the Nun; Zespół Scooter powstał w 1993'. 15 marca 2013 wydał piosenkę house „Who the Fuck Is H.P. Baxxter?”. Napisał tekst utworu „I’m Your Pusher”.
W 1998 wystąpił gościnnie w roli samego siebie i jako dawny kolega André Fuxa (Mark Keller) w jednym z odcinków serialu kryminalnego RTL Kobra – oddział specjalny – pt. Zabójcza sława (Tödlicher Ruhm), gdzie zostaje porwany dla okupu.
6 maja 2006 ożenił się z Simone Mostert. Rozwiedli się 24 czerwca 2011.

## Dyskografia

### albumy solo
- 2004: H.P. Baxxter liest Erzählungen von Thomas Bernhard – wykonanie tekstów Thomasa Bernharda[11]
- 2013: Who the Fuck Is H.P. Baxxter? (wyd. Kontor Records)
- 2013: Sweater Weather (z Simonem & DDY, wyd. Kontor Records)